# Palais des sports Pierre-de-Coubertin
Pour les articles homonymes, voir Palais des sports.
Ne doit pas être confondu avec Palais des sports René-Bougnol.
Le palais des sports Pierre-de-Coubertin, abrégé localement en « le Palais des Sports », est une salle omnisports de la ville française de Montpellier, nommée d’après Pierre de Coubertin. Ses tribunes sont prévues pour accueillir 4 003 spectateurs.
C’est la salle qu’utilisait le club de volley du Montpellier Volley Université Club jusqu'en 2015. Il a abrité les rencontres du club disparu Montpellier Paillade Basket dans les années 1990 et jusqu’en 2002.
À la suite de sa rénovation et remise aux normes en 2024, la capacité est réduite à 1800 places, c'est le Montpellier Méditerranée Futsal accompagné du Montpellier Basket Mosson, Montpellier Handirugby et Montpellier Handibasket qui viennent élire domicile dans l'enceinte.